# مین ضد تانک

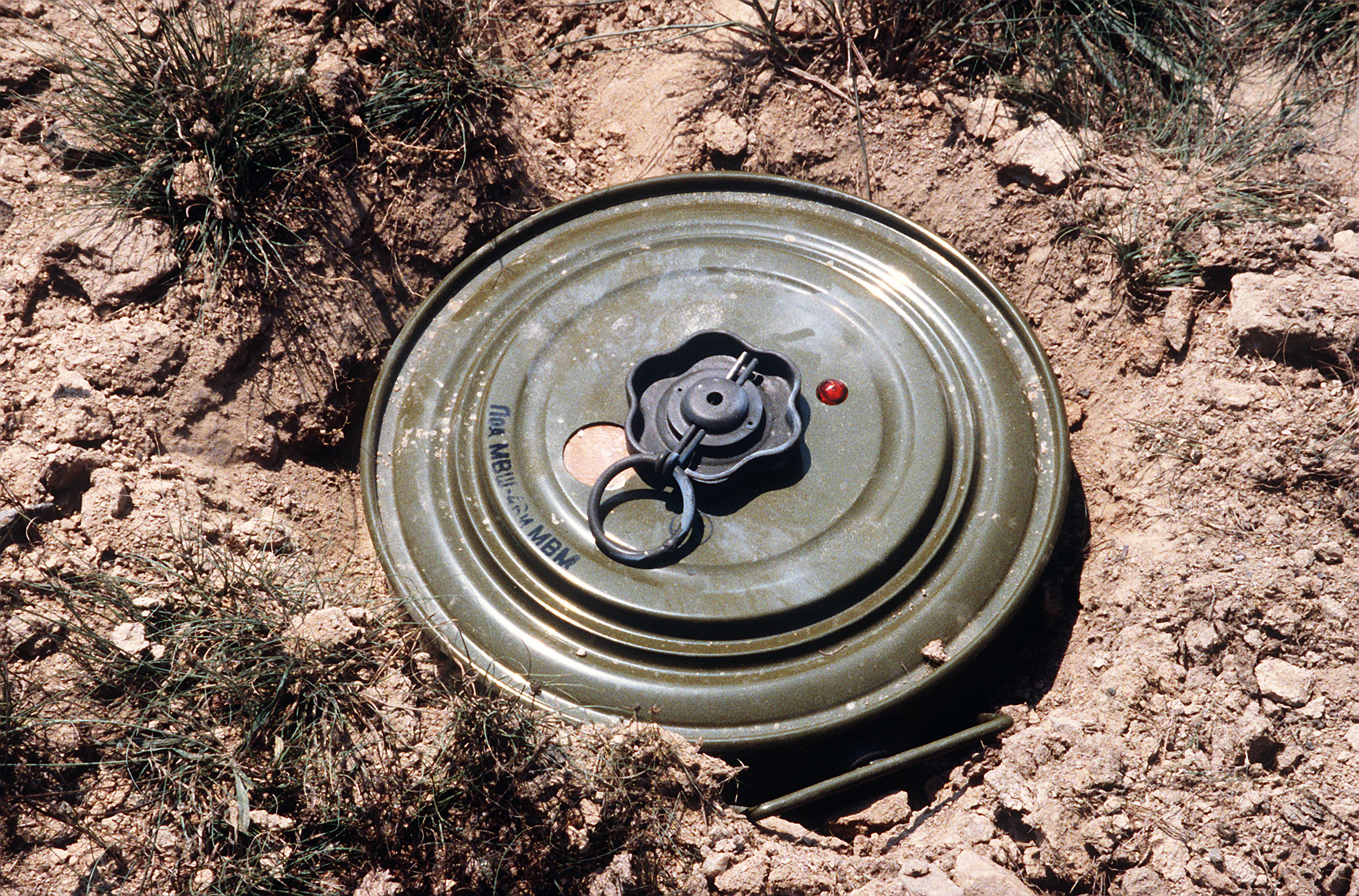
مین تی ام-46 روسیه

مین ضد تانک، نوعی مین زمینی است که برای آسیب‌زدن یا نابودکردن تانکها و دیگر خودروهای زره‌پوش جنگی به‌کار می‌رود.
این نوع مین که در طبقه مین‌های ضد نفر است ولی تفاوت‌هایی با هم دارند از جمله اینکه مین‌های ضد تانک قدرت انفجار بسیار بالاتری دارند و در صورتی منفجر می‌شوند که یک وسیله نقلیه سنگین از روی آن‌ها بگذرد یا به صورت عمدی آن‌ها را منفجر کنند.